# Авија S-92
Авија S-92 (Avia S-92) је први авион на млазни погон направљен у Чехословачкој. Авион је произведен у компанији Авиа из Прага, на бази немачког Месершмит Me 262 а први пут је полетео 1946. године.

## Пројектовање и развој
Током Другог светског рата Немци су изградили фабрике за производњу и склапање авиона Месершмит Ме 262 у Чехословачкој. Након рата производна инфраструктура је остала нетакнута тако да се производња могла врло брзо обновити. Савезници су све комплетне авионе Ме.262 однели али су остали делови и документација на основу које су чехословачки стручљаци направили недостајуће делове и опрему, тако да је било могуће комплетирати 17 авиона. Ремонтни завод у Малешици и стручњаци фабрике Валтер комлетирали су мотор M-04 (Јумо 004Б-1), па је први авион Авија S-92 27.08.1946. направио свој први пробни лет. Паралелно са производњом првог чешког ловачког авиона на млазни погон, који је популарно назван "Турбина" прављен је и школско борбени авион на млазни погон  CS-92, који је први пут полетео 10. децембра 1946. године.

## Технички опис
За технички опис овог авиона погледај чланак Месершмит Me 262.
Труп
Погонска група
Крила
Репне површине:
Стајни трап

## Верзије
- S-92 - производна верзија ловца једноседа (произведено 9 авиона).
- CS-92 - школско борбени авион двосед (произведено 3 авиона).

## Оперативно коришћење
Први серијски С-92 испоручен је чешком ратном ваздухопловству 12. јуна 1948. године. Укупно је произведено девет С-92 и три ЦС-92. Сви су били у служби 5. ловачког пука. Године 1951. авиони су пребачени у јединице за обуку.

### Сачувани примерци
Обе верзије авиона S-92 и CS-92 могу се видети у Музеју ваздухопловства Кбели у Чешкој.

## Земље које су користиле авион
- Чехословачка